# Linia kolejowa nr 419
Linia kolejowa nr 419 – łącząca przystanek Pyrzyce ze stacją Gryfino. Linia została otwarta w 1895 roku. Nie była zelektryfikowana, a w czerwcu 2009 r. rozpoczęto jej rozbiórkę.